# Höltigbaum

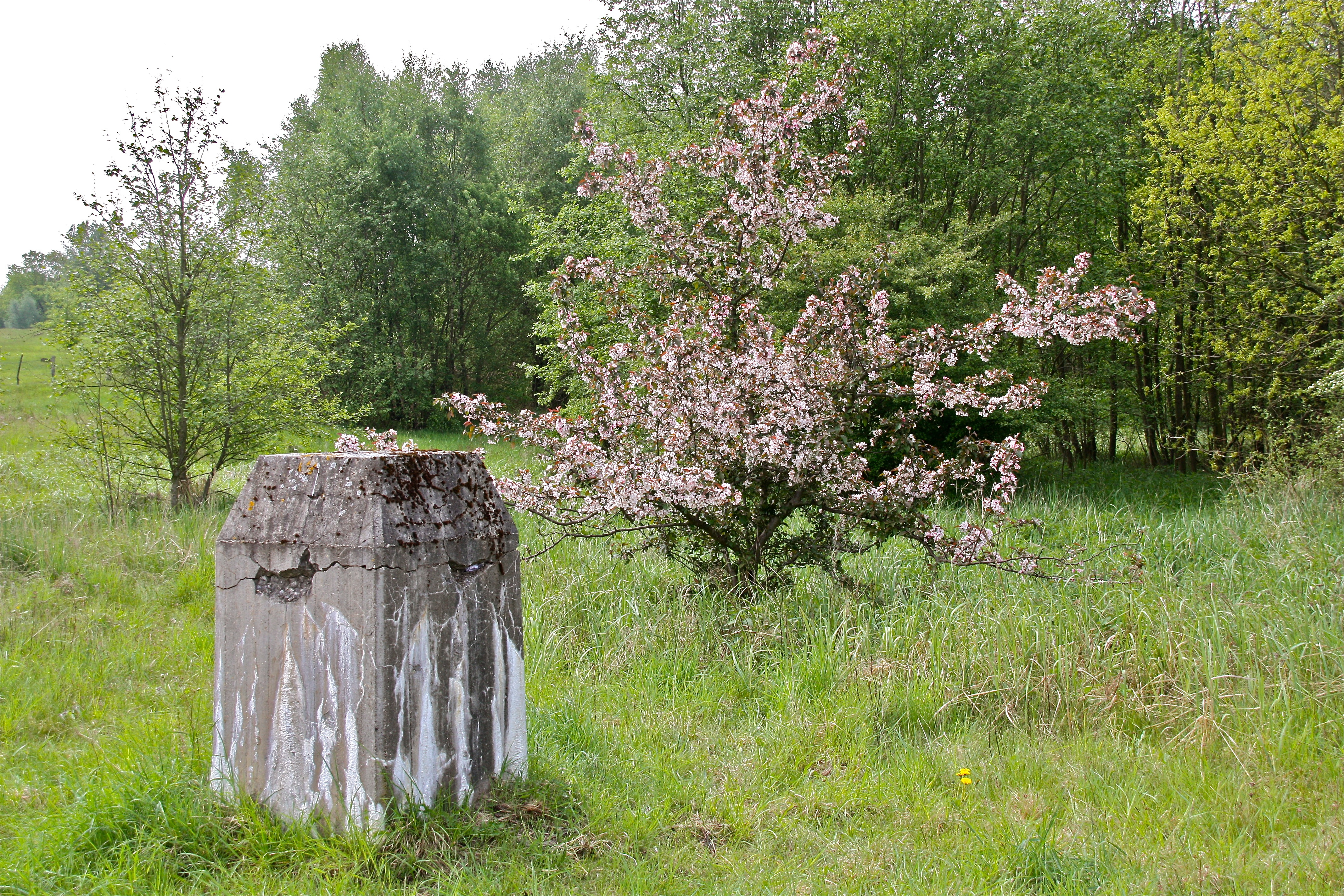
Blühender Obstbaum mit Resten der Panzerstraße

Der Höltigbaum ist eines der größten Naturschutzgebiete auf Hamburger Gebiet und nach der europäischen Fauna-Flora-Habitat-Richtlinie geschützt. Es ist ein länderübergreifendes Schutzgebiet auf der Grenze zu Schleswig-Holstein, seine Hamburger Teile gehören zum Bezirk Wandsbek, Stadtteil Rahlstedt, die schleswig-holsteinischen Teile gehören zur Gemeinde Stapelfeld im Kreis Stormarn.
Früher war er bis 1995 ein Standortübungsplatz der Bundeswehr.

## Geologie
Geologisch gehören die drei Gebiete Höltigbaum, Stellmoorer Tunneltal und Ahrensburger Tunneltal zusammen und bilden ein reich gegliedertes Endmoränengebiet der Weichseleiszeit. Zentrale Formation ist dabei das namensgebende Tunneltal, das sich von Ahrensburg-Hagen bis zu den östlichen Rändern Rahlstedts erstreckt und durch das heute der Lauf des Hopfenbachs sowie (gegenläufig) des Stellmoorer Quellflusses führt. Die Wandse sowie der Neurahlstedter Graben verlaufen im Bereich des Naturschutzgebiets Höltigbaum in je eigenen Tunneltälern. 
Der eigentliche Höltigbaum ist weniger reich gegliedert und stellt ein gutes Beispiel für eine Grundmoränenlandschaft der letzten Eiszeit dar.

## Ökologie
Die beiden Teile des Schutzgebietes unterscheiden sich aufgrund ihrer Vegetation stark. Im schleswig-holsteinischen Gebiet gibt es ein bemerkenswert großes Vorkommen der Feldlerche, die dort als Bodenbrüter optimale Bedingungen vorfindet. Im Hamburger Teil dominiert dagegen starker Bewuchs, der das Vorkommen des Fitislaubsängers begünstigt. Insgesamt gibt es im Gebiet der Hansestadt mehr Arten und Tiere als im Stormarner Gebiet. In der halboffenen Weidelandschaft kommen Baumpieper, Neuntöter, Dorngrasmücke und Goldammer in regional bedeutender Population vor. Das Schutzgebiet besitzt auch eine große Bedeutung für Amphibien und Insekten. Insgesamt 58 Pflanzen- und 78 Tierarten der Roten Liste werden geschützt.
Über vierzig Jahre Bundeswehrnutzung haben die Vegetation auf dem Höltigbaum entscheidend geprägt. Die Flächen wurden kaum gedüngt, die Vegetationsdecke wurde immer wieder zerstört, wodurch sich hier vor allem kurzlebige Pionierpflanzen etablieren konnten. Auf sandigen Hügelkuppen und sonnigen Hängen wachsen bis heute trockene Magerrasen. Besonders typisch sind die savannenartigen Grasfluren mit Rot-Schwingel und Rot-Straußgras. Eingestreut in die Landschaft finden sich Reste von Sand- und Lehmheiden. Die vorhandenen Knicks wurden lange Zeit nur sehr sparsam bewirtschaftet und weisen neben den typischen Eichen, Eschen, Schlehen und Weißdorn einen hohen Anteil an Wildapfelbäumen auf.
Zum Erhalt der Lebensraumvielfalt wird der größte Teil des Höltigbaums seit 2000 nach der Methode der „halboffenen Weidelandschaft“, einer extensiven Ganzjahresbeweidung mit verschiedenen Weidetieren (vor allem Galloway- und Highlandrinder und Heidschnucken), bewirtschaftet.

## Entwicklung
Das Gebiet, auf dem sich heute der Höltigbaum befindet, wurde lange landwirtschaftlich genutzt und damals noch Dänenheide genannt. Es gehörte zum Gut Höltigbaum.
1937 wurden die ansässigen Hofbesitzer enteignet, damit die Wehrmacht das Gebiet zu einem Standortübungsplatz umwandeln konnte.
Ab Mitte 1945 wurden die Schießstände im südlichen Teil des Höltigbaums von den Britischen Besatzungstruppen beschlagnahmt und für Schießübungen genutzt.
1958 übernahm dann die Bundeswehr den Übungsplatz, die dort unter anderem ein neues Munitionsdepot errichtete. Höltigbaum war die Standortschießanlage, die für alle im Bereich des Standortkommandos Hamburg stationierten Einheiten und auch für dienstliche Veranstaltungen des Verbandes der Reservisten der Deutschen Bundeswehr zur Verfügung stand.
1995 gab die Bundeswehr die Aufgabe des Militärstandorts bekannt und begann mit der Räumung des Gebiets. Zugleich startete eine intensive öffentliche Diskussion über die Zukunft des Höltigbaums. Im Ergebnis wurde auf dem südwestlichen Teil, in dem früher die Schießstände lagen, ein Gewerbegebiet eingerichtet, die restliche Fläche konnte unter Schutz gestellt werden. Ausnahmen sind das Gelände um den Sender Hamburg-Rahlstedt, ein sanierter ehemaliger Sprengplatz und das ehemalige Munitionsdepot im schleswig-holsteinischen Teil. Von den militärischen Anlagen sind heute, abgesehen von der Panzerstraße und dem Munitionsdepot, nur noch Reste erhalten.
Der Stormarner Teil ist seit 1997 geschützt und 286 ha groß. Der 270 ha große Teil auf Hamburger Gebiet wurde ein Jahr später unter Schutz gestellt. Insgesamt hat das Schutzgebiet so eine Fläche von 558 ha. Es wird durch den Naturschutzbund Deutschland, den Verein Jordsand, die Schutzgemeinschaft Deutscher Wald, die Stiftung Natur im Norden, das Amt für Natur- und Ressourcenschutz Hamburg sowie das Forstamt Wandsbek betreut. Ein großer Teil der Fläche ist Eigentum der Stiftung Naturschutz Schleswig-Holstein. Die ökologische Bedeutung sowie zahlreiche archäologische Siedlungsfunde begründen den Schutz.
Das Schutzgebiet Höltigbaum ist räumlich eng verbunden mit den Naturschutzgebieten Stellmoorer Tunneltal und Ahrensburger Tunneltal, die beide in unmittelbarer Nähe liegen. Es wird in vielen Belangen als eine Einheit mit dem Stellmoorer Tunneltal behandelt.
Seit 2008 gibt es mit dem Haus der Wilden Weiden ein Informations- und Besucherzentrum für das Schutzgebiet.

## Haus der Wilden Weiden
Das Haus der Wilden Weiden ist ein Umweltbildungszentrum innerhalb des Naturschutzgebiets. Die Ausstellung dient der Vermittlung ökologischer, geologischer und kulturhistorischer Inhalte im Zusammenhang mit der naturnahen Beweidung und Landschaftspflege im Gebiet Höltigbaum. Träger der Einrichtung ist seit 2013 die Stiftung Natur im Norden.
Mittlerweile ist das Haus der Wilden Weiden als eine Bildungseinrichtung mit Öffentlichkeitswahrnehmung seit mehreren Jahren in Hamburg und Umgebung etabliert und wird insbesondere regelmäßig von Schulklassen in geographisch-biologischen Kontexten im Rahmen der Umwelt- und Nachhaltigkeitsbildung besucht.
Die Einrichtung dient der Umweltbildung mit einem besonderen Fokus auf die Kulturlandschaftspflege durch Beweidung. Die Ausstellung informiert über die Flora und Fauna des Höltigbaums, die eiszeitliche Prägung der Landschaft, die historische Nutzung sowie aktuelle Naturschutzmaßnahmen.
Neben der Ausstellung bietet das Zentrum Führungen, Workshops, Ferienangebote und Veranstaltungen wie Märchenspaziergänge, Schafschurfeste oder Tierbeobachtungen. Führungen mit unterschiedlichstem Fokus werden unter anderem vom Naturschutzbund Deutschland (NABU) organisiert und durchgeführt, der das Haus der Wilden Weiden ebenfalls zu Bildungszwecken nutzt. Für Kindergruppen und Schulklassen werden spezielle Programme angeboten. Am Haus starten mehrere thematische, teils naturbelassene Rundwege, etwa zur Geologie oder zur Beweidung. Rundwege und das Gebäude selbst sind nicht vollständig barrierefrei zugänglich.
Am Haus befinden sich eine Hundewiese, Sitzmöglichkeiten, ein Spielbereich sowie ein Schaugehege mit Nutztieren. Im Innenbereich gibt es interaktive Exponate, Hörstationen und Informationsmaterialien.

## Wilde Weiden
Das namensgebende Projekt „Wilde Weiden“ bezeichnet die extensive Beweidung des Naturschutzgebiets mit robusten Tierrassen wie Galloway-Rind, Bentheimer Landschaf, Heidschnucke und Ziegen. Diese Form der Landschaftspflege wird seit 1998 in Hamburg und seit 1999 in Schleswig-Holstein praktiziert. Ziel ist die Offenhaltung der Landschaft und der Erhalt typischer Offenlandbiotope wie Magerrasen und Feuchtwiesen.
Die Tiere werden auf wechselnden, teilweise eingezäunten Flächen gehalten. Die Beweidung soll Gehölzaufwuchs reduzieren, Artenvielfalt fördern und Lebensräume für spezialisierte Tier- und Pflanzenarten erhalten. Das Projekt wird regelmäßig durch die Naturschutzbehörden begleitet und wissenschaftlich evaluiert.
Im Spannungsfeld zwischen Naturschutz und öffentlicher Naherholung kommt es zu Konflikten. Zu den Problemen zählen Störungen durch freilaufende Hunde in Weide- oder Brutgebieten, unerwünschte Tierkontakte sowie das Betreten geschützter Flächen. Auch Vandalismus und Vermüllung werden beobachtet.
Das Beweidungsmanagement gilt naturschutzfachlich als erfolgreich, ist aber nicht unumstritten. Kritiker weisen auf mögliche Bodenverdichtungen und die Verdrängung konkurrenzschwacher Arten hin. Zudem bestehen Bedenken hinsichtlich des Tierschutzes bei ganzjähriger Haltung auf offenen Flächen mit begrenzten Rückzugsmöglichkeiten. Andere Stimmen widersprechen dem.

## Archäologie
An der Straße Hagenweg nahe der ehemaligen Mülldeponie wurde von 1972 bis 1988 eine eisenzeitliche ländliche Siedlungsstelle aus dem 1. Jahrhundert v. Chr. ausgegraben und umfangreich dokumentiert. Wenn man auch keine eindeutigen Spuren von Häusern nachweisen konnte, hat man doch Wasserstellen, Öfen, Keramikreste und steinerne Gebrauchsgegenstände gefunden, die mit anderen eisenzeitlichen Funden im Hamburger Osten vergleichbar sind. Als Besonderheit wird ein bauchiges Keramikgefäß mit sechs Henkeln erwähnt, das bisher in der entsprechenden Zeitperiode ein Einzelstück in Norddeutschland ist.

## Gedenkort Schießplatz

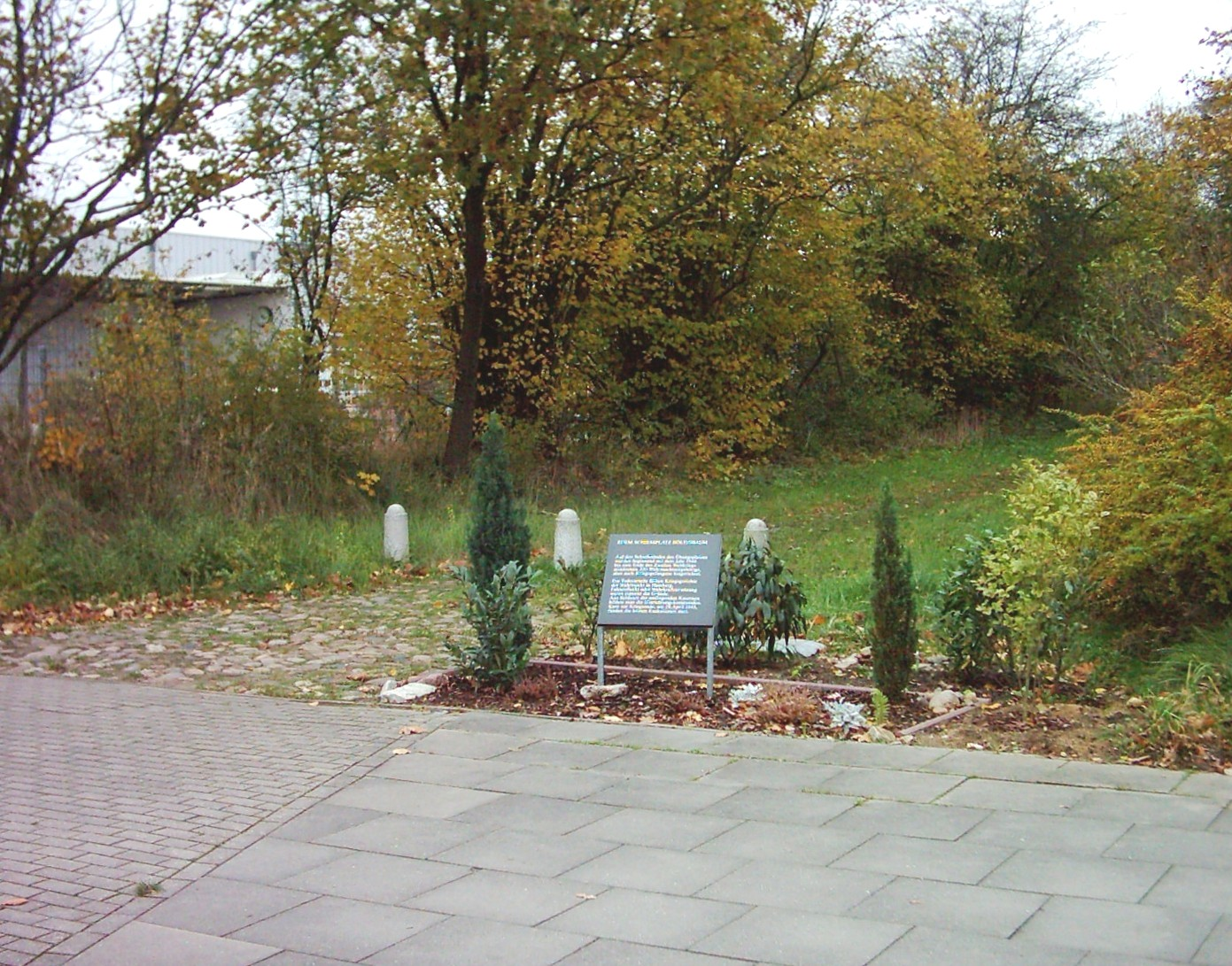
Ansicht der Gedenkstätte am ehemaligen Exekutionsplatz

Seit dem Jahr 1940 wurden auf dem Gelände des Standortübungsplatzes mindestens 330 Menschen durch Erschießungskommandos aus den umliegenden Kasernen hingerichtet.  Bei den Opfern handelte es sich zum einen um Soldaten und Angehörige des Wehrmachtsgefolges, also z. B. zum Dienst verpflichtete Besatzungen von Handelsschiffen. Sie wurden meist wegen Fahnenflucht oder Wehrkraftzersetzung zum Tode verurteilt. Zum anderen wurden Kriegsgefangene sowie Zivilisten am Schießstand hingerichtet.
Die letzten Erschießungen fanden am 28. April 1945, nur fünf Tage vor dem Eintreffen der britischen Truppen, statt. Bekannt sind die Namen von 22 Hingerichteten, die beim Standesamt Rahlstedt eingetragen wurden. Es waren einfache Soldaten, Matrosen, Pioniere und Schützen, auch Obergefreite und Unteroffiziere sowie zwei junge Offiziere, die sich weigerten, weiter Kriegsdienst für die NS-Gewaltherrschaft zu leisten, oder sich auch nur kritisch zum NS-Regime äußerten.
Nach Aufgabe des Standortübungsplatzes wurde am 5. September 2003 an dieser Stätte eine Gedenktafel im Rahmen des Tafelprogramms der Hamburger Kulturbehörde angebracht, um der verfolgten und getöteten Soldaten zu gedenken. Der Rahlstedter Kulturverein e. V. hatte dazu die Initiative ergriffen, der sich die Rahlstedter Kommunalpolitik anschloss.
An das Opfer der NS-Militärjustiz Herbert Klein (1922 – 1945; kurz vor Kriegsende in Höltigbaum hingerichtet) erinnert ein Stolperstein.

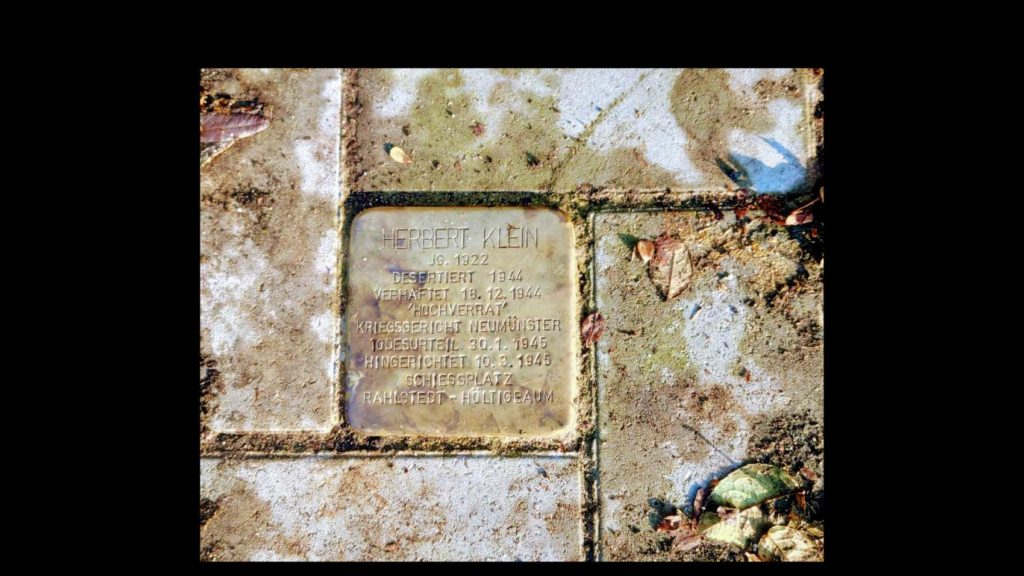
Stolperstein für Herbert Klein (1922–1945) Hamburg Höltigbaum Opfer der NS-Militärjustiz

## Ursprung des Namens Höltigbaum

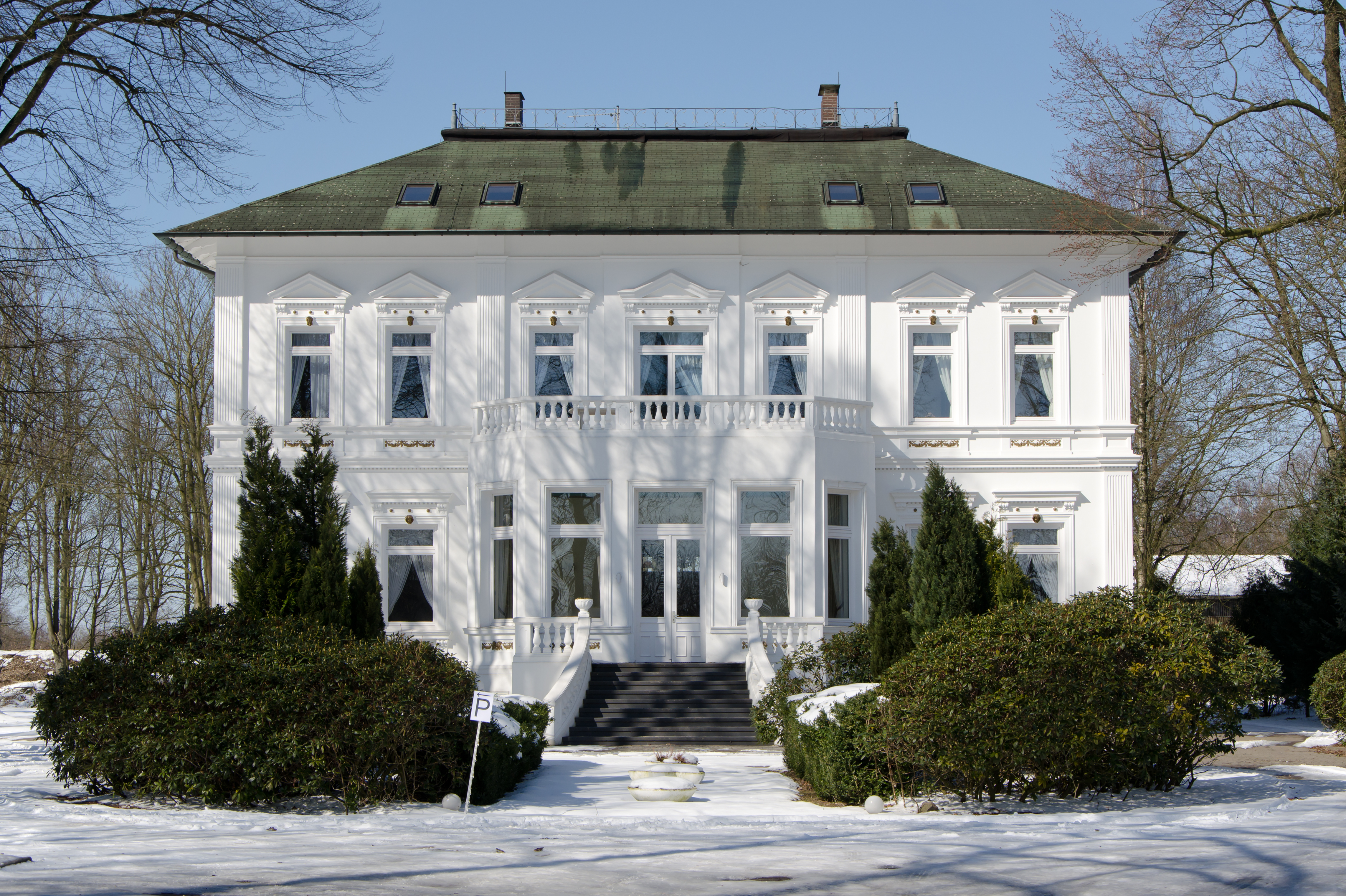
Herrenhaus Höltigbaum

Südöstlich des Höltigbaums verläuft die L222, schon seit Jahrhunderten eine Landstraße zwischen Hamburg und Lübeck. Von 1788 bis 1837 befand sich hier (53° 36′ 33,2″ N, 10° 11′ 29,4″ O) ein Gutshof mit Zollstation und einem Schlagbaum. Aus der plattdeutschen Bezeichnung für diesen „Haltebaum“ leitet sich der heutige Name des Gebietes ab.

## Fotografien

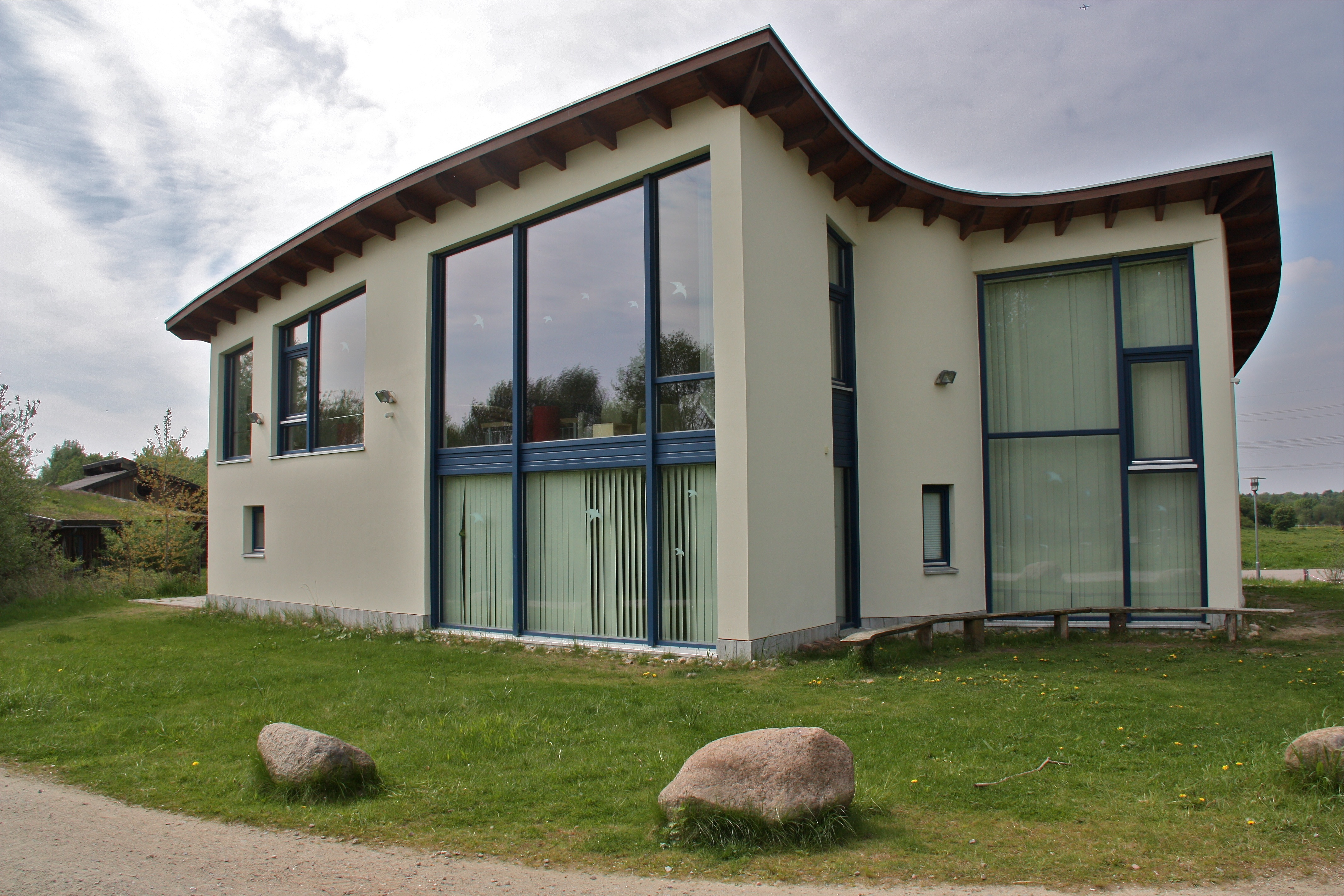
Informationszentrum „Haus der Wilden Weiden“
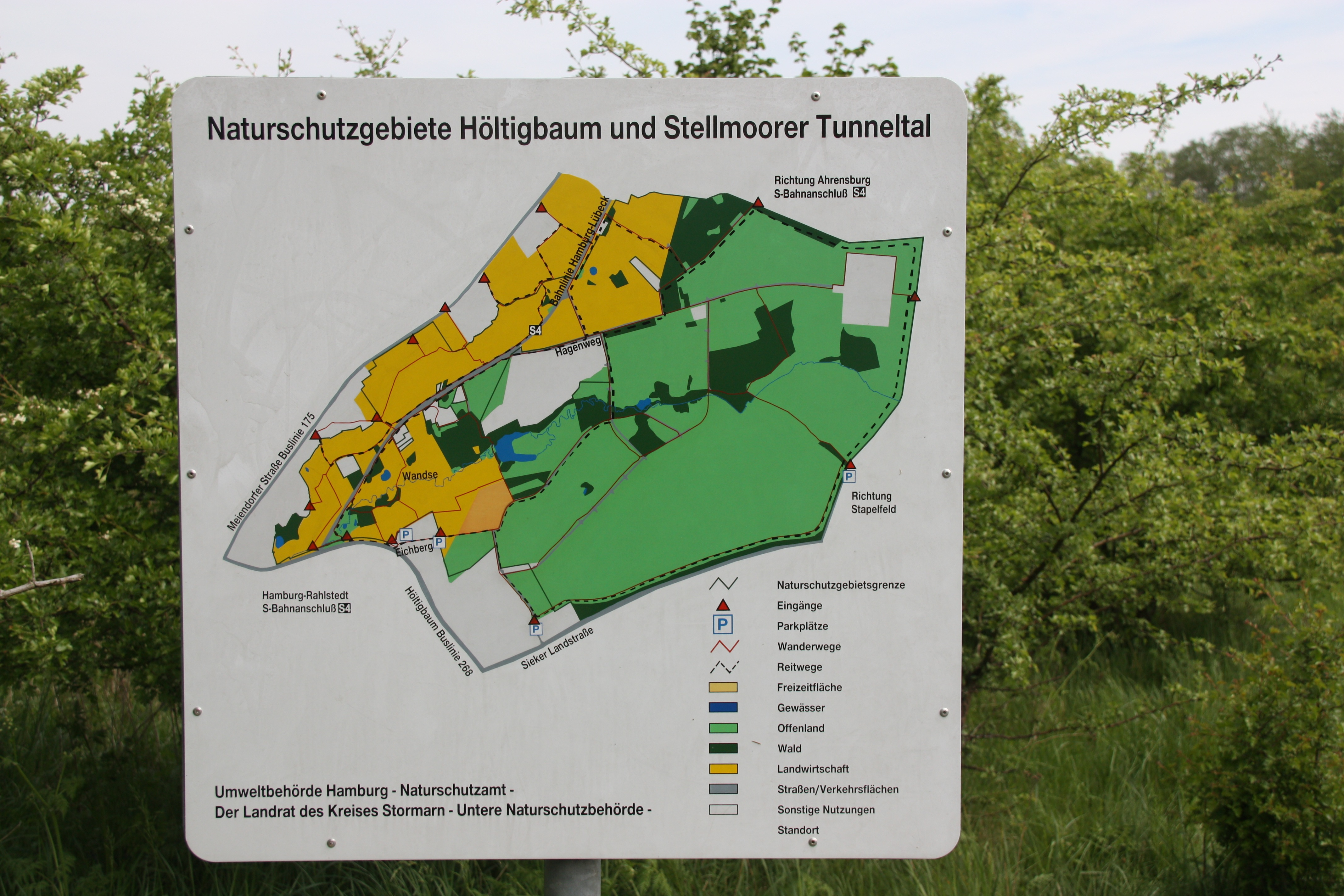
Übersichtskarte
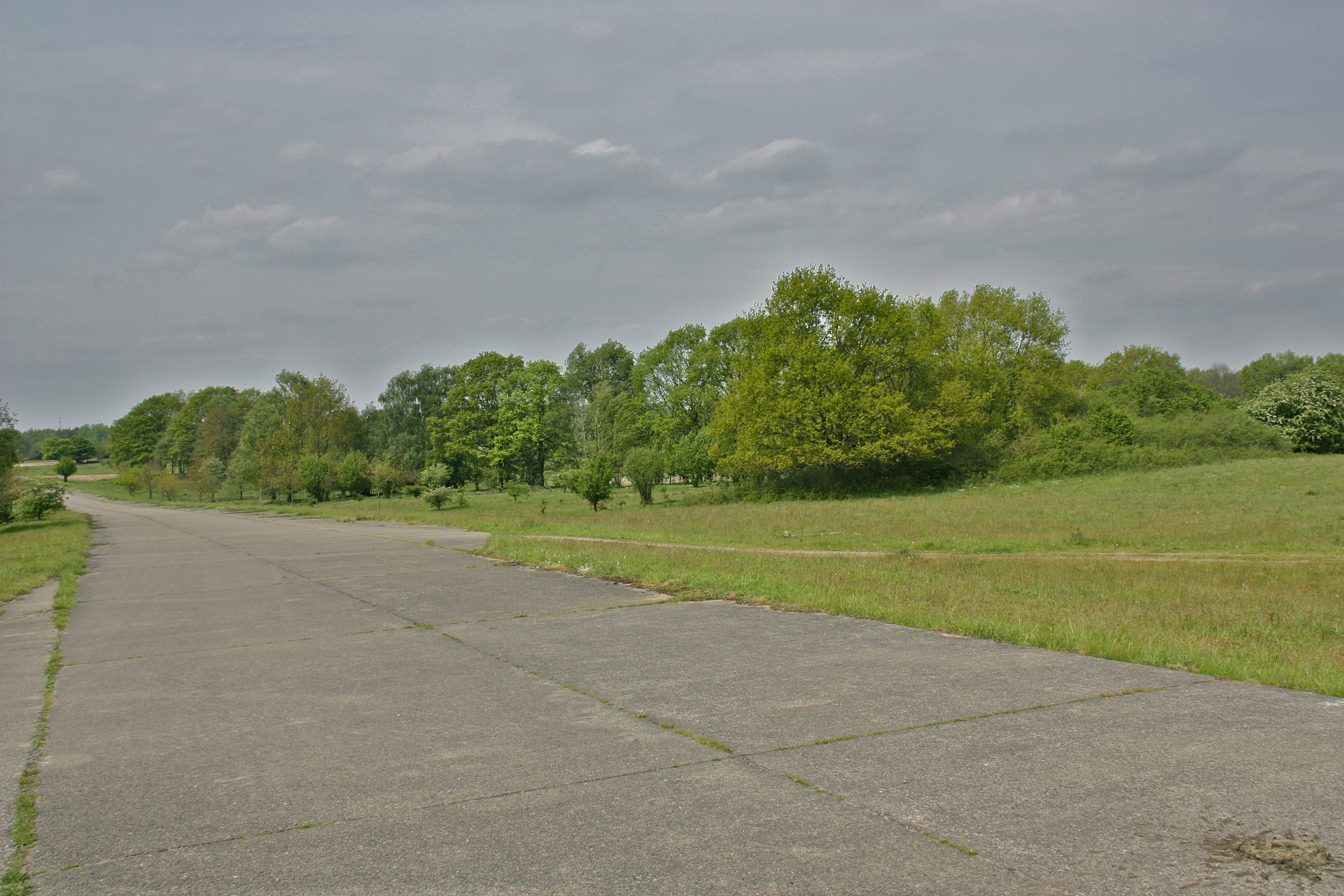
Straße vor dem ehemaligen Munitionslager
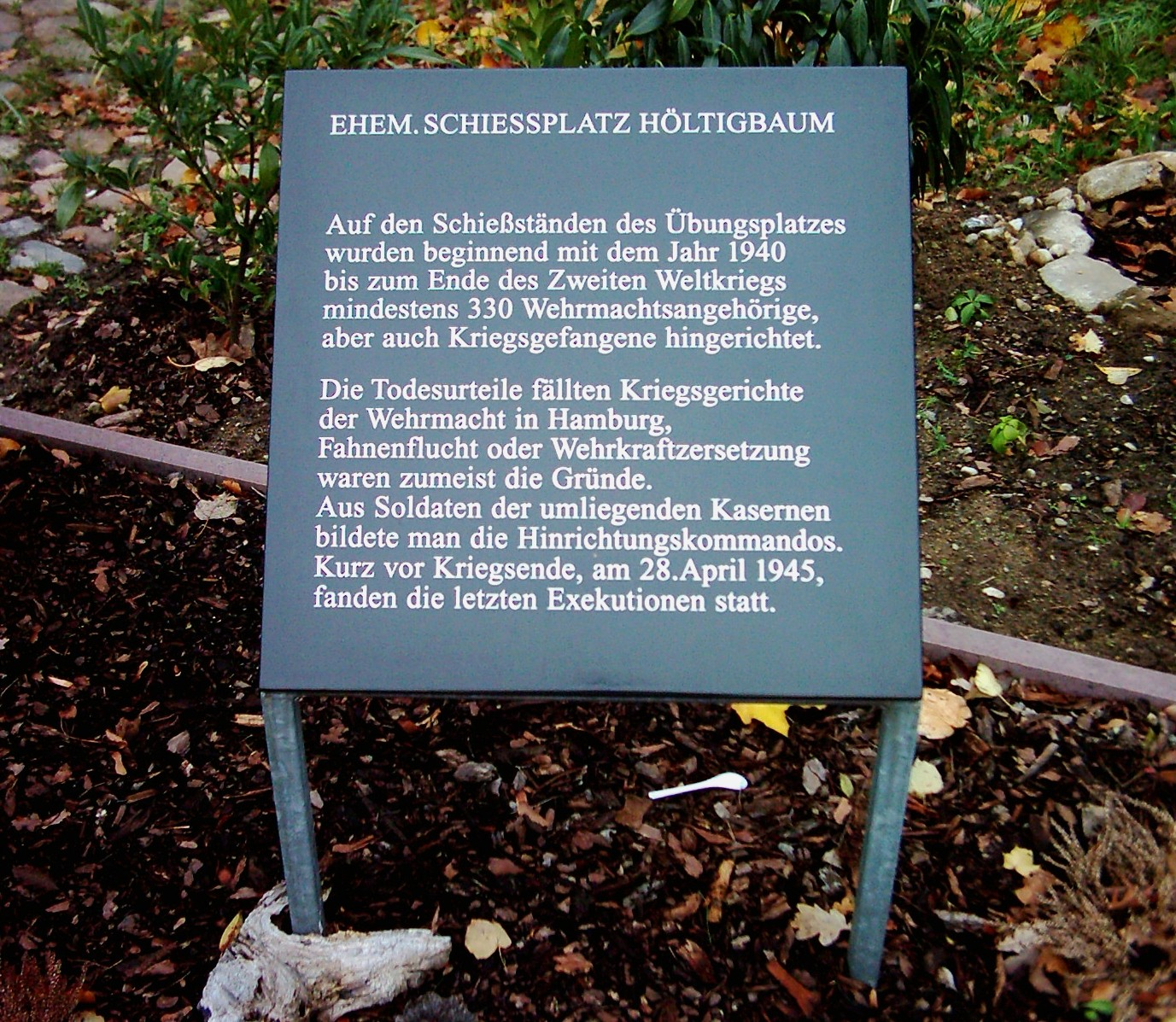
Gedenktafel am ehemaligen Schießplatz
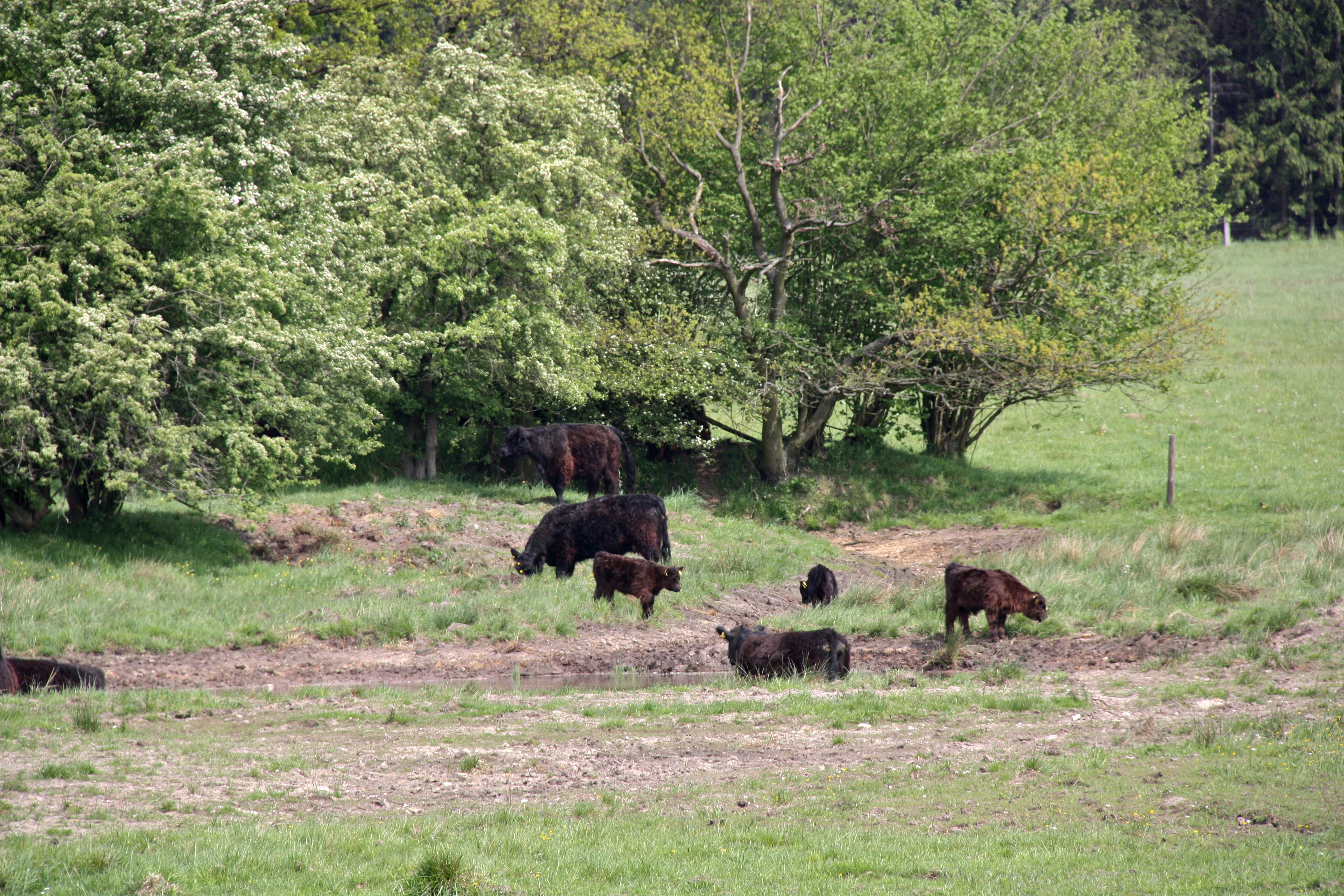
Naturnahe Beweidung durch Rinder
Höfe Höltigbaum/Dänenheide im Jahr 1932
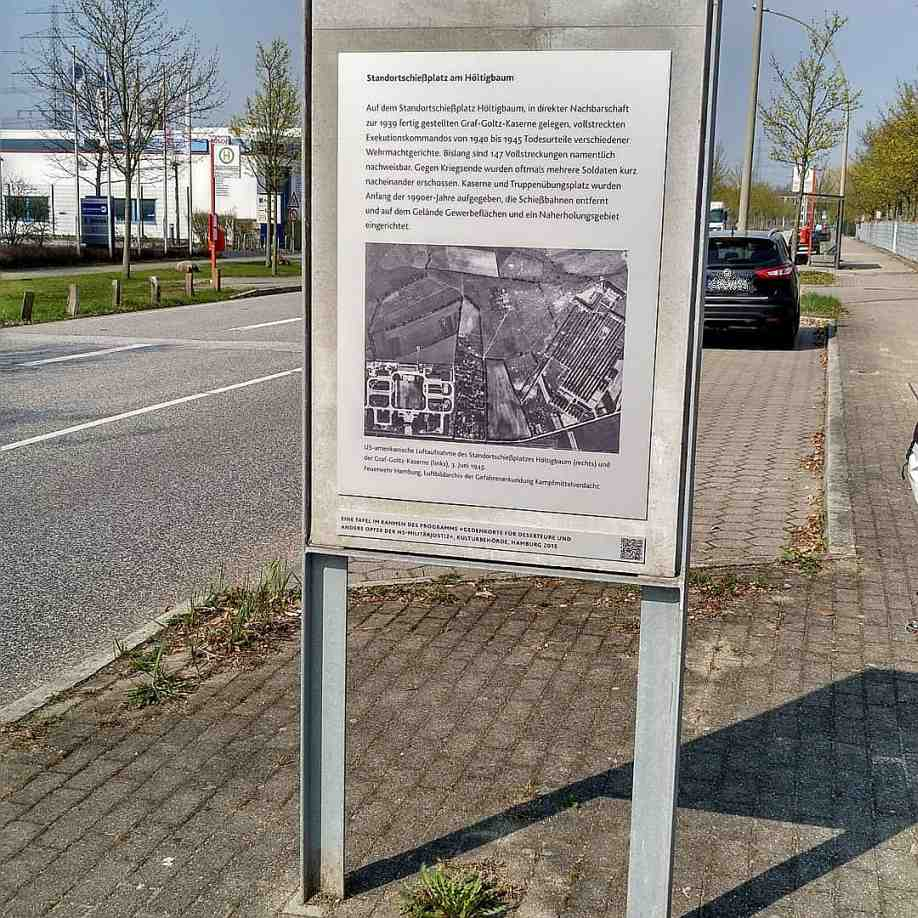
Informationstafel zur Gedenkstätte Schießplatz Höltigbaum